# Quai Orban
Le quai Orban est une artère de la ville belge de Liège.

## Situation et accès
Elle est située sur la rive droite de la Dérivation, qui va, d'amont en aval, du quai Mozart au quai de Longdoz. 
La route nationale 90 emprunte le quai. Comme les autres quais longeant la rive droite de la Dérivation depuis le pont des Vennes, la circulation automobile se fait en sens unique sur deux bandes d'amont vers l'aval, du quai Mozart vers le quai de Longdoz et entre les ponts de Huy et de Longdoz.
Voiries adjacentes
- Quai de Longdoz
- Pont de Longdoz
- Rue Grétry
- Rue d'Harscamp
- Rue de Seraing
- Rue Armand Stouls
- Pont de Huy
- Quai Mozart
- Boulevard Raymond Poincaré

## Odonymie
Henri Orban-Rossius, né à Liège le 30 novembre 1779 et décédé le 5 décembre 1846 , était un industriel et homme politique liégeois.

## Bâtiments remarquables et lieux de mémoire
L'immeuble à appartements de 7 étages situé au no 52 a été construit dans le style Art déco.
Le quai possède plusieurs anciens immeubles et maisons de maître (datant le plus souvent du XIXe siècle) sis aux nos 1 à 8, 27 à 31, 37 à 40 et 53 à 55 et placés entre des immeubles à appartements plus récents.
Bien qu'officiellement situé sur le boulevard Raymond Poincaré, le centre commercial Médiacité se trouve à l'extrémité sud du quai.